# Adolphe Hennebains
Adolphe Hennebains (født 14. november 1862 i Saint-Omer, død 17. september 1914 i Primel Tregastel, Bretagne) var en fransk fløjtenist og fløjtelærer.
Hennebains kom fra en børnerig skomagerfamilie. I 1878 begyndte han i en klasse hos Henri Altès på Conservatoire de Paris og blev færdig med en førstepris i 1880. Samme år blev han solofløjtenist ved Concerts Pasdeloup og – efter militærtjeneste – i 1884 solofløjtenist i Concerts Lamoureux. I 1890 kom han med i Pariseroperaen og blev samme sted solofløjtenist i 1892. Fra 1893 var Hennebains assistent for Paul Taffanel Conservatoire de Paris og blev i 1909 hans efterfølger på posten som professor. Blandt hans elever er blandt andre René le Roy, Marcel Moyse og Joseph Rampal. Som kammermusikpartner afholdt Hennebains koncerter med eksempelvis Ferruccio Busoni, Alfred Cortot, George Enescu og Wanda Landowska.

## Literatur
- András Adorján, Lenz Meierott (Hrsg.): Lexikon der Flöte, Laaber-Verl., Laaber 2009, ISBN 978-3-89007-545-7